# 애슐리 바티
애슐리 저신타 바티(영어: Ashleigh Jacinta Barty, 1996년 4월 24일~)는 오스트레일리아의 은퇴한 테니스 선수이다.  

## 생애 및 경력
퀸즐랜드주 입스위치에서 태어났다.
2010년 프로에 데뷔하였으며, 잠시 크리켓 선수로 있다가 복귀했다. 2017년 말레이시아 오픈에서 WTA투어 첫 우승을 하였다. 2018년 US오픈 여자 복식에서 우승하는 등 4대 메이저 대회 여자 복식에서 전부 결승에 올랐다. 
2019년 프랑스 오픈에서 개인 첫 단식 그랜드슬램 우승하였고, 2021년 윔블던에서 두번째 그랜드슬램에서 우승하였다. 2020년 하계 올림픽 혼합 복식에서 동메달을 획득하였다. 
2022년 애들레이드 오픈 우승과, 오스트레일리아 오픈에서 오스트레일리아 선수로는 44년 만에 우승했지만 그해 3월 세계 랭킹 1위 자리에서 은퇴하였다.